# メルセデス・F1 W10 EQ Power+
メルセデスAMG F1 W10 EQ Power+ (Mercedes-AMG F1 W10 EQ Power+) は、メルセデスが2019年のF1世界選手権参戦用に開発したフォーミュラ1カーである。

## 概要
2019年2月13日にシルバーストン・サーキットで正式発表され、同日シェイクダウンを行った。プレシーズンテストでは先端がスプーン状に丸みを帯びたノーズを導入した。
前年のW09で弱点となっていたリアタイヤのパフォーマンス向上のため、サスペンションと空力特性の改善に努めつつ、新空力レギュレーションへの適応を行った。本車両はフロント・ダウンフォースがフェラーリより安定して強い特性がある。パワーユニットは前年型を進化させ、冷却面の構造を変更し、燃焼効率とERSシステムを改善している。
2010年のF1復帰から10年目を迎え、シルバーの部分にメルセデスのロゴ（スリーポインテッドスター）を多数ちりばめたデザインが採用された。また、メルセデスのノンエグゼクティブチェアマンを務めるニキ・ラウダが5月20日に急逝したことを受け、その直後のGPとなったモナコGPでは追悼のため、「ヘイローのカラーリングを赤へ変更・スリーポインテッドスターの1つを赤い星にする・フロントノーズにラウダの直筆サインを記す」というデザインに変更された。当初は追悼のための限定デザインと思われたが、赤い星については永遠に掲載していくことを表明した。
ドイツGPではモータースポーツ誕生125周年とメルセデス・ワークスのF1参戦200戦目を記念して、フロント部分を白色にラッピングしたスペシャルカラーリングで登場した。1934年のアイフェルレンネンでW25の車重が規定を1 kg超えてしまったため、ドイツのナショナルレーシングカラーの白い塗装を削ってアルミの金属地剥き出しのまま出走したという「シルバーアロー誕生秘話」を再現している。レーシングスーツやチームスタッフのユニフォームも1950年代風のレトロスタイルにした。

## 2019年シーズン
ドライバーはルイス・ハミルトンとバルテリ・ボッタスのまま変更なし。
プレシーズンテストではテスト走行に専念し、テスト終盤に好記録を残したものの、フェラーリが優勢と思われる形でテストを終えた。だが、蓋を開けるとシーズン前半は予想とは違う展開となった。開幕戦オーストラリアGPから第4戦アゼルバイジャンGPまではフェラーリ陣営の自滅やレッドブルの不調にも助けられ完勝。また、第5戦スペインGPのアップデートによって、マシンの優位性を維持することに成功。その結果、チームとしてはF1史上初の開幕から5戦連続ワンツーフィニッシュという記録を達成した。
それでも、フェラーリおよびレッドブルは脅威であり、第2戦バーレーンGPではシャルル・ルクレールに、第7戦カナダGPはセバスチャン・ベッテルに先行される形となった。ところが、前者はルクレールのマシントラブル、後者はベッテルのレース中のタイムペナルティによりハミルトンが逆転勝利を飾った。また、第6戦モナコGPではタイヤの選択ミスにより、フェルスタッペンに追い詰められたものの凌ぎ切った。
そんななか、第9戦オーストリアGPでその歩みに待ったをかけられた。FP3以降はフェラーリ（ルクレール）に先行され、決勝ではレッドブル（フェルスタッペン）にも後塵を拝したうえ、フェルスタッペンの勝利によって連勝記録はストップ。今までのGPより苦戦が目立った理由として、想定を超える熱の負荷とマシンの冷却能力が今季の課題になっているともコメントした。それを証明するかのように、猛暑にならなかった第10戦イギリスGPでは再び他チームを圧倒した。その一方でホームグランプリとなる第11戦ドイツGPでは、予選までは好調であったが、ミックスウェザーとなった決勝は天候に翻弄され、タイヤ戦略も機能せず低迷。最終的にはハミルトンが繰り上げという形で9位入賞を果たしたが、同様の成績を記録したのは2015年シンガポールGP以来となる。第12戦ハンガリーGPではポールポジションこそはフェルスタッペンにとられたものの、決勝はタイヤ戦略を駆使してハミルトンがレース終盤に逆転し優勝を果たした。これには苦戦するレースもあるが基本的にライバル不在という見方をする識者も多く、実際、シーズン前半だけでコンストラクターズタイトルをほぼ手中に収め、ドライバーズチャンピオンシップもハミルトンが圧倒的な優位性を築いた形でシーズン前半を終えた。
シーズン後半戦は、フェラーリが復調し予選で後れをとったが、決勝は前年同様チーム力と明確なレース戦略により、第16戦ロシアGPの逆転優勝や不利と思われた第13戦ベルギーGPと第14戦イタリアGPの表彰台を2台で占領し失点を抑えるなど、リタイアやトラブル以外で表彰台を逃す結果となったといえる第15戦シンガポールGPの苦戦を除けば、メルセデスの勢いが落ちることはなかった。タイトルの方も第17戦日本GPでコンストラクターズを確定。第19戦アメリカGPでハミルトンがドライバーズタイトルを獲得し、名実ともにダブルタイトルを獲得した。
W10が他を圧倒した理由はいくつかあり、マシン面ではチーム代表のトト・ヴォルフはよりダウンフォースの大きいマシンを目指したコンセプトによるものと考え、レッドブルのマックス・フェルスタッペンはスペインGPで「メルセデスだけが今年のマシンを速く走らせる方法を理解している」と考察。現にフェラーリはマシンコンセプトの変更に起因する苦戦、レッドブルはレギュレーション変更の対応の苦戦により、マシンに問題を抱えた。
前半戦に関しては、第9戦の前には2018年仕様のタイヤに変更する案が出されたように、他チームは今季のマシン関連のレギュレーション変更とタイヤ規格の変更に振り回されていた面もあり、それが前半戦のメルセデス勢が相対的に優勢となった面があった。
対応が進んだ後半戦ではフェラーリの逆襲にあったが、同チームのドライバー管理の混乱や勝負所での戦略ミスによって自滅。もう一つのライバル、レッドブルはPU切り替え初年度ということもあり、タイトル争いに絡めないことは想定されており、得意なコースで一矢報いたものの、メルセデスの勢いを止めることはできなかった。
マシンの速さの基準となる予選成績だが、フロントロー入りした予選も多く遅くなった訳ではないが、ポールポジションは計10回と減少。今までのマシンに比べると予選での一発の速さという点では他チームに後れを取ったことも少なくなかったが、最終的には前年を上回る面が多く、計9回のワン・ツー・フィニッシュ、総獲得ポイントは2016年以来の700ポイント越え、ハミルトンは自身が持つ歴代最高得点記録も更新した。前年に続き、メルセデスチームの総合力が決め手となり、後半戦のフェラーリの追撃を凌ぎ切る形となった。

## スペック

### シャシー
- シャシー名：メルセデスAMG F1 W10 EQ Power+
- モノコック：カーボンファイバー/ハニカムコンポジット複合構造
- ボディワーク：カーボンファイバーコンポジット/エンジンカバー、サイドポッド、フロア、ノーズ、フロントウイング、リアウイング
- コクピット：OMPレーシング 6点式セーフティベルト、ハンスシステム
- 安全構造：コクピット・サバイバルシェル/耐衝撃構造＆進入防止パネル、フロント/サイド/リア インパクトストラクチャー、フロント&リア ロールストラクチャー、チタニウム製ドライバー防護装置（Halo）
- フロントサスペンション：カーボンファイバー製ダブルウィッシュボーン、プッシュロッド式トーションバー&ロッカー
- リアサスペンション：カーボンファイバー製ダブルウィッシュボーン、プルロッド式トーションバー&ロッカー
- ホイール O・Z：マグネシウム製
- タイヤ：ピレリ
- ブレーキシステム：カーボン・インダストリー カーボンディスク&パッド、リア・ブレーキ・バイ・ワイヤ
- ブレーキキャリパー：ブレンボ
- ステアリング：パワーアシスト ラック・アンド・ピニオン
- ステアリング・ホイール：カーボンファイバー製
- エレクトロニクス：FIA（MES） スタンダードECU
- 計器：MES
- 燃料システム：ATL製ケブラー強化ゴムタンク
- 潤滑油：ペトロナス Tutela

### トランスミッション
- ギアボックス：8速+リバース、カーボンファイバー製メインケース
- ギアセレクション：セミオートマチック・シーケンシャル（油圧式）
- クラッチ：カーボンプレート

### サイズ
- 全長：5,000mm以上
- 全幅：2,000mm
- 全高：950mm
- 重量：743kg

### パワーユニット構成
- 型式：メルセデスAMG F1 M10 EQ Power+
- 重量：145kg
- パワーユニット構成：内燃機関/エンジン（ICE）、モーター・ジェネレーター・ユニット・キネティック（MGU-K）、モーター・ジェネレーター・ユニット・ヒート（MGU-H）、ターボチャージャー（TC）、エナジーストア（ES）、電子制御（CE）

### 内燃エンジン(ICE)
- 排気量：1,600cc
- 気筒数：V型6気筒
- バンク角：90度
- バルブ数：24
- 最高回転数：15,000rpm(レギュレーションで規定)
- 最大燃料流量：100kg/h（10,500rpm以上）
- 燃料噴射方式：高圧縮直噴（1つの噴射機/シリンダーあたり最大500bar）
- 過給機：同軸単段コンプレッサー、排気タービン
- エキゾーストタービン最大回転数：125,000rpm

### ERS（エネルギー回生装置）
- 構成：電気モーター・ジェネレーター・ユニットを介した統合ハイブリッドエネルギー回生
- エナジーストア：リチウムイオンバッテリー（規定重量の20kg）
- 最大エネルギー蓄積量：4MJ
- MGU-K
  - 最高回転数：50,000rpm
  - 最大出力：120kW（161bhp）
  - エネルギー回収：2MJ
  - エネルギー放出：4MJ（フルパワー時で33.3秒）
- MGU-H
  - 回転数：125,000rpm
  - 最大出力：無制限
  - 最大エネルギー回生：無制限（1周あたり）
  - 最大エネルギー放出量：無制限（1周あたり）

### 燃料&潤滑油
- 燃料：ペトロナス Primax
- 潤滑油：ペトロナス Syntium

## 記録
- ルイス・ハミルトン - 413点（ドライバーズランキング1位）、優勝11回、PP5回、FL6回
- バルテリ・ボッタス - 326点（同2位）、優勝4回、PP5回、FL3回

| 年   | No. | ドライバー | 1   | 2   | 3   | 4   | 5   | 6   | 7   | 8   | 9   | 10  | 11  | 12  | 13  | 14  | 15  | 16  | 17  | 18  | 19  | 20  | 21  | ポイント | ランキング |
| 年   | No. | ドライバー | AUS | BHR | CHN | AZE | ESP | MON | CAN | FRA | AUT | GBR | GER | HUN | BEL | ITA | SIN | RUS | JPN | MEX | USA | BRA | ABU | ポイント | ランキング |
| ---- | --- | ---------- | --- | --- | --- | --- | --- | --- | --- | --- | --- | --- | --- | --- | --- | --- | --- | --- | --- | --- | --- | --- | --- | -------- | ---------- |
| 2019 | 44  | ハミルトン | 2   | 1   | 1   | 2   | 1   | 1   | 1   | 1   | 5   | 1   | 9   | 1   | 2   | 3   | 4   | 1   | 3   | 1   | 2   | 7   | 1   | 739      | 1位        |
| 2019 | 77  | ボッタス   | 1   | 2   | 2   | 1   | 2   | 3   | 4   | 2   | 3   | 2   | Ret | 8   | 3   | 2   | 5   | 2   | 1   | 3   | 1   | Ret | 4   | 739      | 1位        |

- 太字はポールポジション、斜字はファステストラップ（key）
- † 印はリタイアだが、90%以上の距離を走行したため規定により完走扱い。